# Notropis lutipinnis
Notropis lutipinnis är en fiskart som först beskrevs av David Starr Jordan och Alembert Winthrop Brayton, 1878.  Notropis lutipinnis ingår i släktet Notropis och familjen karpfiskar. Inga underarter finns listade i Catalogue of Life.